# Мунцис, Янис
Янис Мунцис (латыш. Jānis Muncis; 16 июля 1886, Тернейская волость — 7 февраля 1955, Лос-Анджелес) — латышский художник, сценограф.

## Биография
Родился в Тернейской волости в 1886. Был родом из крестьянской семьи.

### Образование
Учился в Рижской художественной городской школе (1910-1915). В 1919 году закончил курсы постановки сцены под руководством В. Мейерхольда. В 1926 году окончил мастерскую фигуральной живописи в латвийской академии художеств. В 1932 году получил степень бакалавра в философии от колледжа Западной Калифорнии. Работал помощником Яниса Куга в Новом Рижском театре и декоратором Латвийской опере и Рижском латышском театре. Участвовал в создании театра Дайле, где работал декоратором. В 1926-1932 годах работал в театре Пасадина и был педагогом в Школе театра Пасадина. После возвращения в Латвию в 1932 году работал в Национальном театре и театре Дайле. В 1944 году эмигрировал в Германию, где руководил народной высшей школой в Аугсбурге. В 1949 году переехал в США. Был членом Единства независимых художников и принимал участие в выставках латвийского фонда культуры и международных выставках, получая гранд при в Париже в 1925 году и золотую медаль в 1937 году.

### Смерть
Умер в Лос-Анджелесе в 1955.